# Colomborus colombiensis
Colomborus colombiensis är en mångfotingart som först beskrevs av Chamberlin 1923.  Colomborus colombiensis ingår i släktet Colomborus och familjen Aphelidesmidae. Inga underarter finns listade i Catalogue of Life.